# Staatsstraße 51
Die Staatsstraße 51  (S 51) ist eine Staatsstraße in Sachsen, die nach der Fertigstellung des Abschnitts Borna–Rathendorf der Bundesautobahn 72 durch Herabwidmung des parallel dazu liegenden Abschnittes der Bundesstraße 95 im Jahr 2013 entstand.

## Verlauf

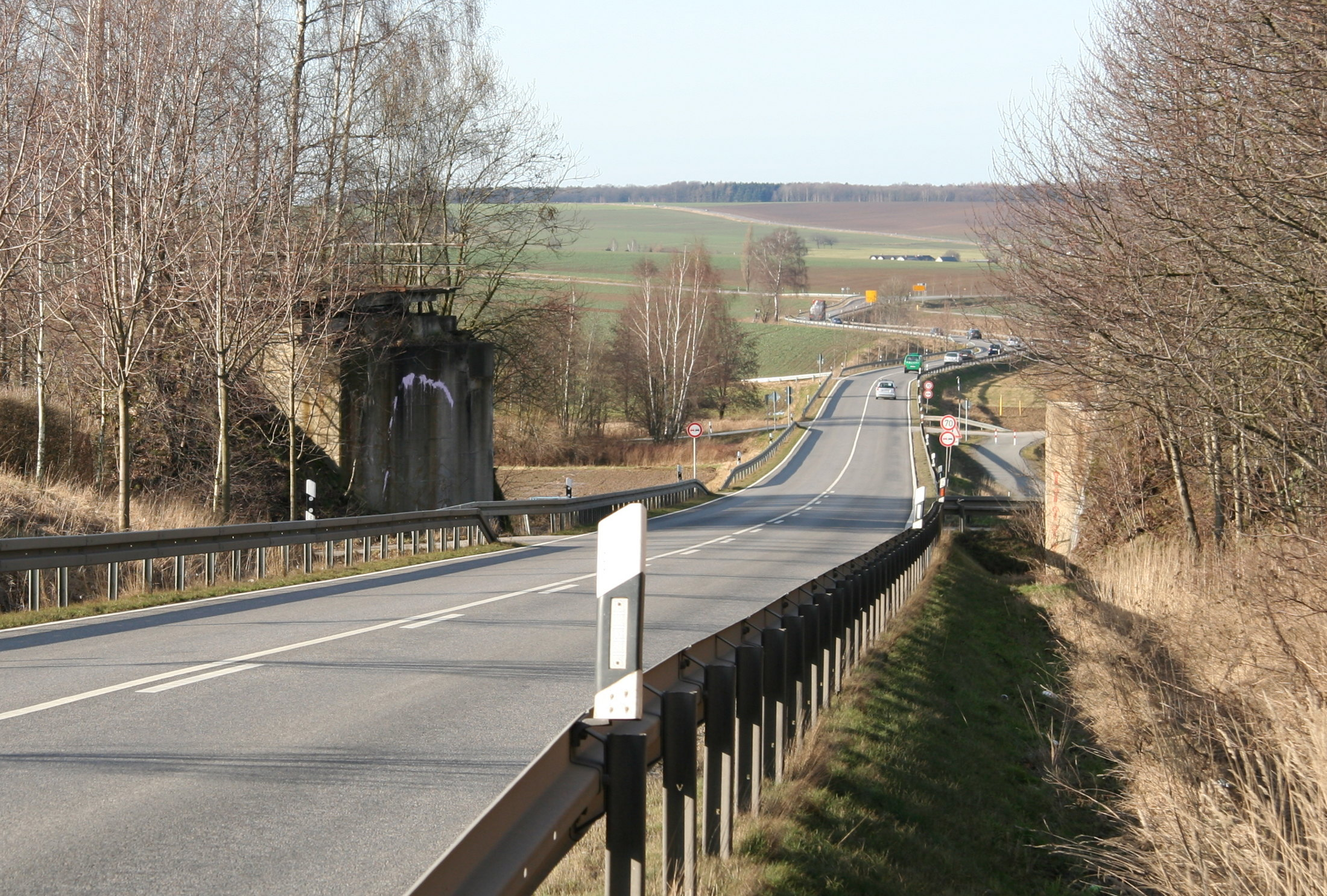
S 51 hinter Penig Richtung Norden

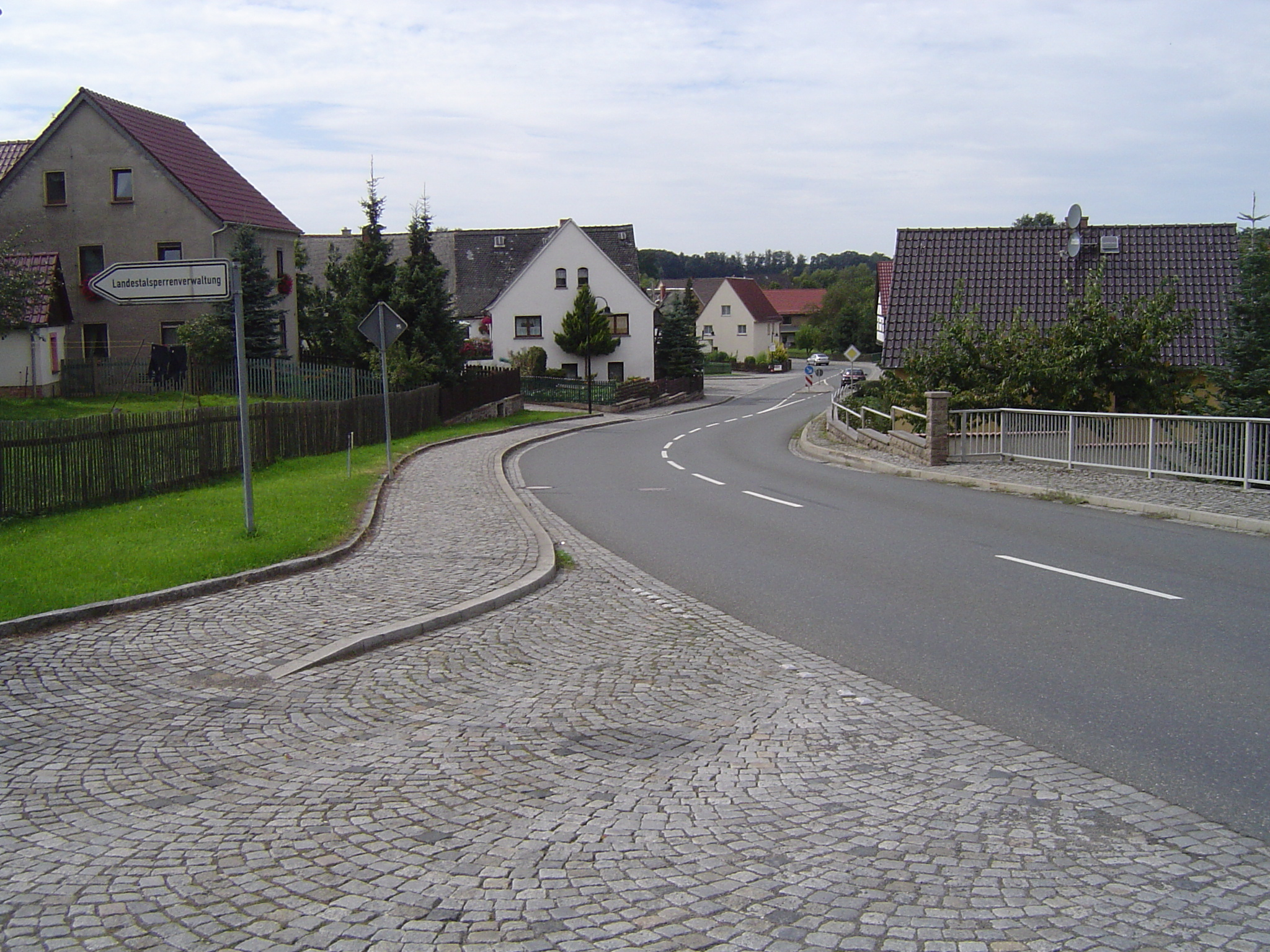
S 51 in der Ortsdurchfahrt Altmörbitz

Die S 51 beginnt nordwestlich von Penig an der Überfahrt der B 175. Hinter Penig ist die Gegend ländlich. Ortsdurchfahrten sind selten. Langenleuba-Oberhain wird auf einer Umgehungsstraße überquert. Auf wenigen Kilometern verläuft die Straße auch durch das Land Thüringen. Hier ist sie als Landesstraße 3095 gewidmet. Nun folgen mehrere Ortsteile von Frohburg: Pflug, Altmörbitz und Dolsenhain. Nach der Ortsdurchfahrt Altmörbitz befindet sich eine Abzweigung durch den Leina-Wald zur Talsperre Schömbach und zum Leipzig-Altenburg Airport. Östlich von Dolsenhain ist die Burg Gnandstein zu sehen.
Die S 51 durchquert das Kohrener Land und kreuzt die B 7 am Eschefelder Kreuz. Diese ehemalige Kreuzung zweier Bundesstraßen ist ein Unfallschwerpunkt. Nun erreicht man die stark durch Braunkohleabbau geprägte Leipziger Tieflandsbucht. Die Straße führt durch die Orte Frohburg, die Bornaer Ortsteile Neukirchen – unmittelbar vorbei an einer stillgelegten Brikettfabrik – und Zedtlitz. Am südlichen Stadtrand von Borna, der Kreisstadt des Landkreises Leipzig, endet die S 51 an der Autobahnauffahrt Borna-Süd zur Bundesautobahn 72.